# Niphadoses chionotus
Niphadoses chionotus är en fjärilsart som beskrevs av Edward Meyrick 1889. Niphadoses chionotus ingår i släktet Niphadoses och familjen Crambidae. Inga underarter finns listade i Catalogue of Life.